# Karl Barry Sharpless
Karl Barry Sharpless (sinh 1941) là nhà hóa học người Mỹ. Ông giành Giải Nobel Hóa học năm 2001 cùng với Noyori Ryōji và William Standish Knowles khi đã tìm ra cách kiểm soát phản ứng hóa học hiệu quả, từ đó dọn đường cho các loại dược phẩm trị bệnh tim và bệnh Parkinson.
Năm 2022, ông nhận giải Nobel hóa học cùng với Carolyn R. Bertozzi và Morten P. Meldal, "cho sự phát triển của hóa học click và hóa học sinh học".

## Tiểu sử

### Những năm tháng đầu tiên
Sharpless sinh ngày 28 tháng 4 năm 1941 tại Philadelphia, PA. Ông tốt nghiệp trường trung học Friends 'Central School năm 1959. Ông tiếp tục học tại trường cao đẳng Dartmouth và kiếm được bằng B.A năm 1963 và lấy được bằng tiến sĩ hóa học từ Đại học Stanford năm 1968.. Ông tiếp tục công việc sau khi trở thành tiến sĩ tại Đại học Stanford (1968-1969) và Đại học Harvard (1969-1970). Ông được nhận bằng danh dự từ Viện Công nghệ Hoàng gia, Stockholm (1995) Đại học Kỹ thuật Munich (1995), Đại học Catholic Louvain, Bỉ (1996) và Đại học Weselyan (1999). Ông bị mù một mắt trong một tai nạn phòng thí nghiệm vào năm 1970, ngay sau khi ông đến MIT làm trợ lý giáo sư.

### Sự nghiệp học vấn
Sharpless là giáo sư tại Học viện công nghệ Massachusetts (1970-1977, 1980-1990) và Đại học Stanford (1977-1980).
Ông hiện đang giữ chức giáo sư W. M. Keck về hóa học tại Viện Nghiên cứu Scripps (1990).

### Sự nghiệp nghiên cứu
Sharpless đã phát triển các phản ứng oxy hóa stereoselective và cho thấy sự hình thành một chất ức chế có hiệu lực femtomolar có thể được xúc tác bởi enzyme acetylcholinesterase, bắt đầu bằng azymide và alkyne. Ông đã phát hiện ra một số phản ứng hóa học đã biến đổi tổng hợp bất đối xứng từ khoa học viễn tưởng sang tương đối thường, bao gồm aminohydroxylation, dihydroxylation, và epoxydation không đối xứng Sharpless. Năm 2001, ông giành được một nửa số giải Nobel về Hóa học cho công trình của ông về phản ứng oxy hóa xúc tác (Sharpless epoxidation, Sharpless asymmetric dihydroxylation, Sharpless oxyamination). Phần còn lại của giải được chia sẻ giữa William S. Knowles và Ryōji Noyori (cho công việc của họ về hydro hóa stereoselective). Ông cũng thành công trong việc epoxy hóa (sử dụng axit tartaric racemic) một quả bóng C-86 Buckminster Fullerene, sử dụng p-Cresol làm dung môi. Gần đây, ông đã là một nhân vật quan trọng trong lĩnh vực hóa học click mới. Điều này liên quan đến một tập các phản ứng chọn lọc cao, phản ứng nhiệt lượng xuất hiện trong điều kiện nhẹ; ví dụ thành công nhất là chu kỳ cycloxyxidea azide alkyne Huisgen tạo thành 1,2,3-triazoles.
Tính đến  năm 2022, Sharpless có h-index 180 theo Google Scholar và 124 theo Scopus.

### Cuộc sống cá nhân
Sharpless kết hôn với Jan Dueser vào ngày 28 tháng 4 năm 1965. Họ có ba người con; Hannah (sinh năm 1976), William (sinh năm 1978), và Isaac (sinh năm 1980).